# Elden Ring
Elden Ring és un joc de rol d'acció del 2022 desenvolupat per FromSoftware. Va ser dirigit per Hidetaka Miyazaki amb la construcció del món proporcionada per l'escriptor de fantasia George R. R. Martin. Va ser llançat per a PlayStation 4, PlayStation 5, Microsoft Windows, Xbox One i Xbox Series X/S el 25 de febrer de 2022 per FromSoftware al Japó i Bandai Namco Entertainment a nivell internacional. Els jugadors controlen un personatge personalitzable que busca reparar l'Elden Ring i convertir-se en el nou Elden Lord.
Elden Ring es presenta a través d'una perspectiva en tercera persona; els jugadors deambulen lliurement pel seu món obert interactiu. Les sis àrees principals es recorren utilitzant el torrent del cavaller del personatge del jugador com a mode de viatge principal. Es poden explorar masmorres lineals i amagades per trobar elements útils. Es poden utilitzar diversos tipus d'armes i encanteris màgics, inclòs el compromís no directe habilitat per la mecànica furtiva. A tot el món del joc, els punts de control permeten viatjar ràpidament i permeten als jugadors millorar els seus atributs mitjançant una moneda del joc anomenada Runa. Elden Ring té un mode multijugador en línia en què els jugadors poden unir-se entre ells per al combat cooperatiu o jugador contra jugador.
Elden Ring va rebre elogis de la crítica; els crítics van elogiar el seu món obert, sistemes de joc i l'ambientació, però alguns van criticar el seu rendiment tècnic. Va guanyar diversos premis de Joc de l'Any i va vendre més de 20 milions de còpies en un any. El febrer de 2023 es va anunciar una expansió anomenada Shadow of the Erdtree.